# Achille Luchaire
Achille Luchaire (Parigi, 24 ottobre 1846 – Parigi, 13 novembre 1908) è stato un filologo e medievista francese.

## Biografia
Fece gli studi superiori al Lycée Saint-Étienne di Lione, poi al Lycée Henri-IV di Parigi e all'École normale supérieure. Agrégé in storia nel 1869 e dottore in lettere nel 1877, fu insegnante di storia al liceo di Pau (1869), poi a Bordeaux, al liceo (1874) e alla facoltà di lettere (1877). Dal 1885 insegnò alla Sorbona, dove fu docente di scienze ausiliarie della storia. Nel 1888 fu supplente, e l'anno dopo successore, di Fustel de Coulanges alla cattedra di storia del Medioevo. Fu eletto membro dell'Académie des sciences morales et politiques nel 1895.
Dopo aver iniziato la carriera con una tesi su Alain d'Albret, seguita da un lavoro filologico sulla lingua basca e guascone, si dedicò interamente alla storia del Medioevo. La pubblicazione nel 1883 e nel 1885 della Histoire des institutions monarchiques de la France sous les premiers Capétiens stabilì la sua reputazione di storico.
Le sue opere successive, così come i suoi contributi all'Histoire de la France au Moyen Âge, diretta da Ernest Lavisse, e a L'Histoire de France racontée par les contemporains, diretta da suo cognato, Paul-Louis-Berthold Zeller, sono ugualmente rimarchevoli. L'ultimo volume della sua serie di opere su papa Innocenzo III, apparso pochi giorni prima della sua morte, ha ricevuto il premio Jean Reynaud.
Una strada nel XIV arrondissement di Parigi porta il suo nome.

## Famiglia
Sposò Alphonsine Philippines Virginie Zeller, figlia dello storico Jules Zeller.
La coppia ebbe due figli:
- lo storico e scrittore Julien Luchaire, padre del giornalista e politico Jean Luchaire e nonno dell'attrice Corinne Luchaire;
- Maurice Luchaire, sottoprefetto di Cherbourg dal 1927 al 1940, e padre del costituzionalista François Luchaire.

Achille Luchaire ha lavorato a stretto contatto con il proprio cognato Berthold Zeller.

## Principali pubblicazioni
Opere di linguistica guascone e basca:
- Les Origines linguistiques de l'Aquitaine (1877)
- Études sur les idiomes pyrénéens de la région française (1879). Nuova edizione: Slatkine, Ginevra, 1973.
- Recueil de textes de l'ancien dialecte gascon d'après les documents antérieurs au XIVe siècle, suivi d'un glossaire (1881)

Opere storiche:
- Alain le Grand, sire d'Albret, Librairie Hachette et Cie, 1877.
- Philippe-Auguste, Parigi, Librairie Hachette et Cie, 1884.
- Histoire des institutions monarchiques de la France sous les premiers Capétiens (987-1180) (2 volumi, 1883)
- Histoire des institutions monarchiques de la France sous les premiers Capétiens, mémoires et documents. Études sur les actes de Louis VII (1885).
- Les Communes françaises à l'époque des Capétiens directs, Parigi, Librairie Hachette et Cie, 1890. Riedizione: Slatkine, Ginevra, 1977, prix Thérouanne dell'Académie française nel 1891.
- Louis VI le Gros, annales de sa vie et de son règne (1081-1137), avec une introduction historique, Parigi, Alphonse Picard éditeur, 1890. Riedizione: Mégariotis, Ginevra, 1979.
- Manuel des institutions françaises: période des Capétiens directs (1892). Riedizione: Mégariotis, Ginevra, 1979.
- L'Université de Paris sous Philippe-Auguste, Parigi, A. Chevalier-Marescq et Cie éditeurs, 1899.
- Étude sur quelques manuscrits de Rome et de Paris (1899)
- Les Premiers Capétiens: 987-1137 (1901).
- Innocent III, Rome et l'Italie, Parigi, Librairie Hachette et Cie, 1904.
- Innocent III et la croisade des Albigeois, Parigi, Librairie Hachette et Cie, 1905.
- Innocent III, la papauté et l'empire, Parigi, Librairie Hachette et Cie, 1906.
- Innocent III, la question d'Orient, Parigi, Librairie Hachette et Cie, 1907.
- Innocent III, les royautés vassales du Saint-Siège, Paris, Librairie Hachette et Cie, 1908.
- Innocent III, le concile de Latran et la réforme de l'Église: avec une bibliographie et une table générale des six volumes (1908)
- Histoire de France depuis les Origines jusqu'à la Révolution, vol. II (Parigi: Hachette, 1911) Testo online.
- La Société française au temps de Philippe-Auguste, Parigi, Librairie Hachette et Cie, 1909. Riedizione: Slatkine, Ginevra, 1974 Testo online
- Philippe Auguste et son temps, J. Tallandier, Parigi, 1980. Estratto da l'Histoire de la France au Moyen âge diretta da Ernest Lavisse.Testo online

## Premi
- Prix Thérouanne 1878.
- Prix Archon-Despérouses 1879[3].